# كريس هنري (لاعب كرة قدم أمريكية)
كريس هنري (بالإنجليزية: Chris Henry) هو لاعب كرة قدم أمريكية أمريكي، ولد في 17 مايو 1983 في بيل شاس في الولايات المتحدة، وتوفي في 17 ديسمبر 2009 في تشارلوت في الولايات المتحدة بسبب حادث مرور.

## وصلات خارجية
- كريس هنري (لاعب كرة قدم أمريكية) على موقع مرجع كرة القدم المحترفة.كوم (الإنجليزية)